# Juilliard School
Juilliard School (Szkoła Juilliarda) – amerykańska wyższa szkoła muzyczna powstała w 1905, będąca częścią Lincoln Center for the Performing Arts. W 1999 została odznaczona Narodowym Medalem Sztuk. Obecnie kształci się w niej około 800 studentów. Znajduje się przy 60 Lincoln Center Plaza w Nowym Jorku.
W 2007 uczelnia otrzymała 2311 wniosków o przyjęcie, z czego zaakceptowano 149.

## Historia
Uczelnia została ufundowana w 1905 – jako Institute of Musical Art – w obliczu faktu, że Stany Zjednoczone nie posiadały wiodącej uczelni muzycznej i zbyt wielu studentów kształciło się w Europie.
W 1920 powstała Fundacja Juilliarda, nazwana tak od nazwiska kupca Augusta Juilliarda, który przekazał znaczną sumę na podniesienie poziomu muzyki amerykańskiej. W 1926 nastąpiła fuzja Juilliard Graduate School oraz Institute of Musical Art. W 1946 uczelnia otrzymała obecną nazwę. Administratorem szkoły był w tym czasie William Schuman, pierwszy laureat Nagrody Pulitzera w dziedzinie muzyki. W 1951 utworzono wydział tańca.

### Zbiory manuskryptów
W 2006 Juilliard School otrzymała zbiór bezcennych rękopisów od miliardera Bruce'a Kovnera. Kolekcja zawiera prócz manuskryptów także szkice, pierwsze wydania oraz rzeczy związane z kompozytorami: Mozartem, Bachem, Beethovenem, Brahmsem, Schumannem, Chopinem, Schubertem, Lisztem, Ravelem, Strawinskim, Coplandem oraz innymi. Cała kolekcja została zeskanowana i jest dostępna online.